# Dänische Badmintonmeisterschaft 2009
Die Dänische Badmintonmeisterschaft 2009 fand vom 5. bis zum 8. Februar 2009 in Randers in der Elro Arena statt.

## Sieger und Platzierte
| Disziplin    | Gold                                       | Silber                      | Bronze                                     |
| ------------ | ------------------------------------------ | --------------------------- | ------------------------------------------ |
| Herreneinzel | Peter Gade                                 | Peter Mikkelsen             | Rune Ulsing                                |
| Herreneinzel | Peter Gade                                 | Peter Mikkelsen             | Jan Ø. Jørgensen                           |
| Dameneinzel  | Tine Rasmussen                             | Nanna Brosolat Jensen       | Anne Marie Pedersen                        |
| Dameneinzel  | Tine Rasmussen                             | Nanna Brosolat Jensen       | Camilla Overgaard                          |
| Herrendoppel | Mathias Boe Carsten Mogensen               | Lars Paaske Jonas Rasmussen | Rasmus Bonde Mikkel Delbo Larsen           |
| Herrendoppel | Mathias Boe Carsten Mogensen               | Lars Paaske Jonas Rasmussen | Mads Conrad-Petersen Mads Pieler Kolding   |
| Damendoppel  | Kamilla Rytter Juhl Lena Frier Kristiansen | Helle Nielsen Marie Røpke   | Maria Helsbøl Anne Skelbæk                 |
| Damendoppel  | Kamilla Rytter Juhl Lena Frier Kristiansen | Helle Nielsen Marie Røpke   | Line Damkjær Kruse Mie Schjøtt-Kristensen  |
| Mixed        | Thomas Laybourn Kamilla Rytter Juhl        | Rasmus Bonde Helle Nielsen  | Kasper Faust Henriksen Britta Andersen     |
| Mixed        | Thomas Laybourn Kamilla Rytter Juhl        | Rasmus Bonde Helle Nielsen  | Mikkel Delbo Larsen Mie Schjøtt-Kristensen |

## Finalresultate
| Disziplin    | Sieger                                     | Finalist                    | Ergebnis             |
| ------------ | ------------------------------------------ | --------------------------- | -------------------- |
| Herreneinzel | Peter Gade                                 | Peter Mikkelsen             | 20:22, 21:8, 21:11   |
| Dameneinzel  | Tine Rasmussen                             | Nanna Brosolat Jensen       | 21:11, 21:16         |
| Herrendoppel | Mathias Boe Carsten Mogensen               | Lars Paaske Jonas Rasmussen | 19:21, 21:19, 21:16  |
| Damendoppel  | Kamilla Rytter Juhl Lena Frier Kristiansen | Helle Nielsen Marie Røpke   | kampflos             |
| Mixed        | Thomas Laybourn Kamilla Rytter Juhl        | Rasmus Bonde Helle Nielsen  | 21:17, 9:7 (Aufgabe) |